# Kostel svaté Anny (Planá)

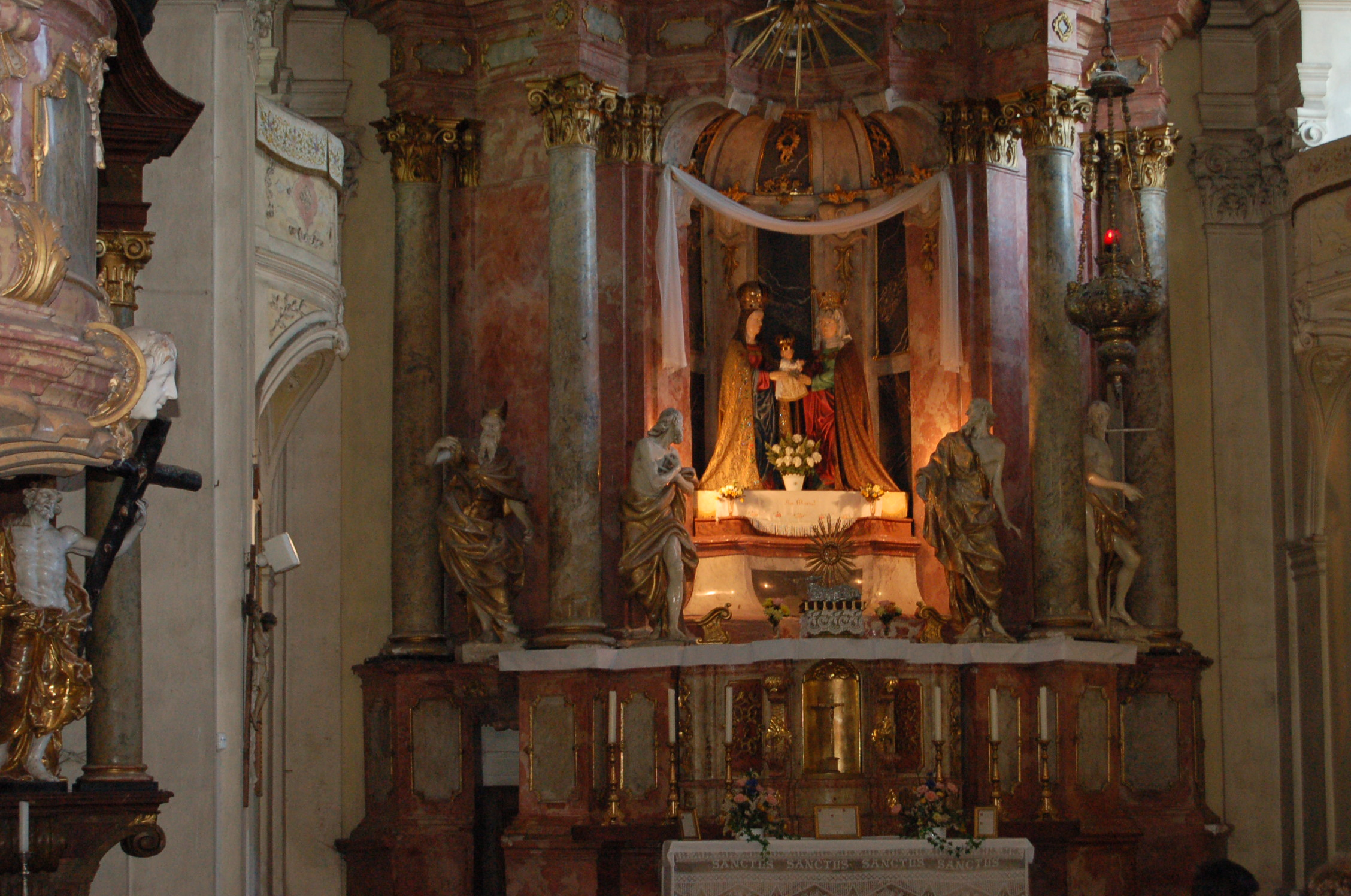
Oltář se sochou sv. Anny

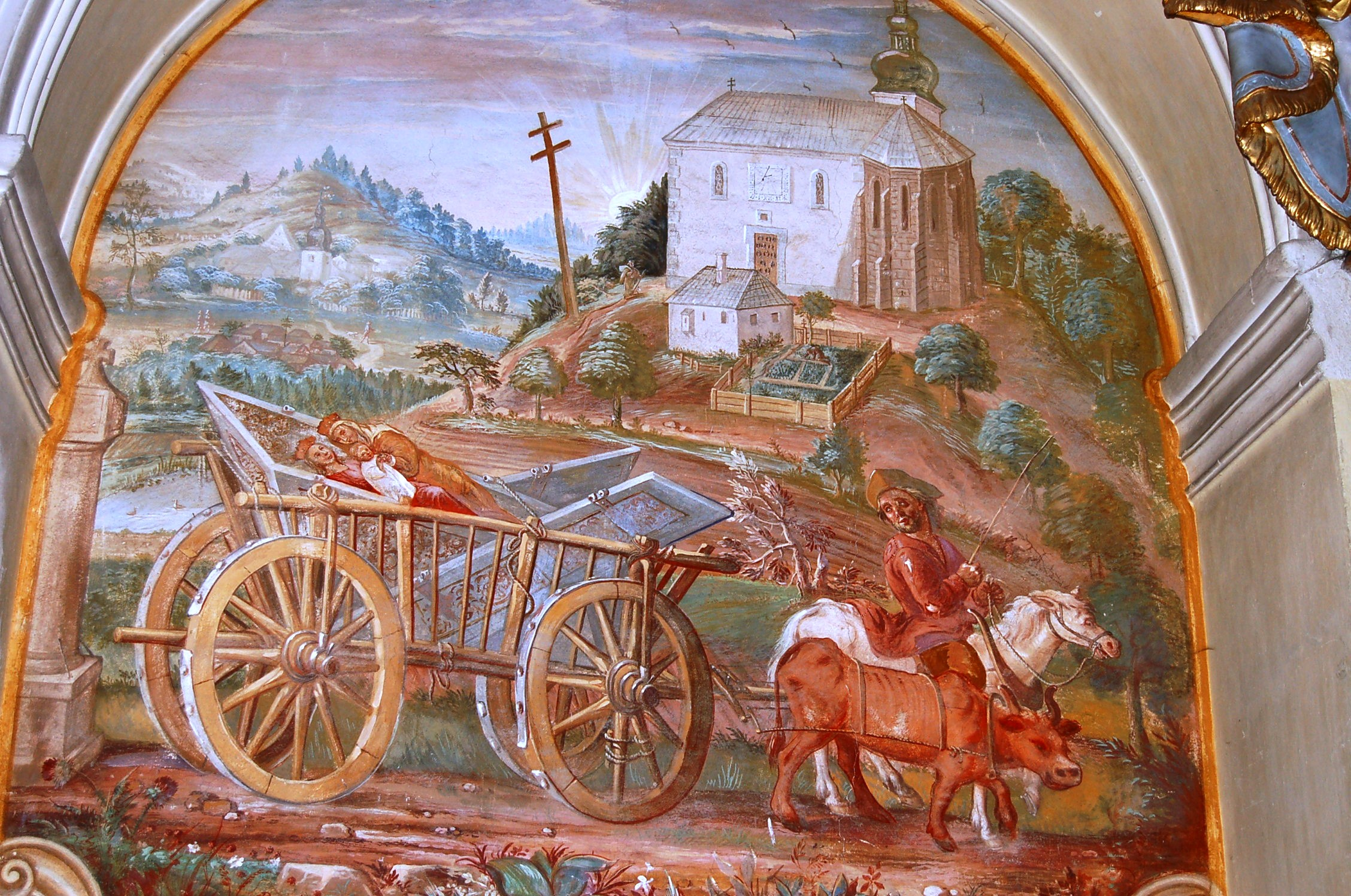
Freska v interiéru

Kostel svaté Anny se nachází asi 2 km severozápadně od Plané u Mariánských Lázní směrem na Kyjov, na kopci nad východním břehem Anenského rybníka. Je významným poutním místem v západních Čechách a kulturní památkou ČR. Je filiálním kostelem Římskokatolické farnosti Planá u Mariánských Lázní,  stojí na pozemku patřícímu této farnosti,

## Historie
Přesný rok stavby kostela není znám, ale podle pověsti zde nechal rytíř Bohuš z Plané již v 9. století postavit kapli. Historické zdroje v každém případě zmiňují kostel před více než 1000 lety. Od 13. století byly zaznamenány poutě k zázračnému obrazu a fontáně sv. Anny, největší z nichž se s 4 200 věřícími konala v roce 1740.
Po úplném vyhoření kostela v roce 1721 byla barokní budova postavena v současné podobě. Kostel byl znovu otevřen v roce 1726 a v roce 1730 byl vyzdoben freskami plánským malířem Wenzelem Schmidtem. Uprostřed hlavního oltáře je milostná socha ,kde Panna Maria podává dítě Ježíše do otevřené náruče své matky Anny. Poutní socha sv. Anny měří 160 cm.
Kruhový kopulový obrázek se dvěma protilehlými obrazy Wenzela Schmidta ukazuje různé vozy. Podle legendy nedokázalo na horu ke kostelu vytáhnout sochu Matky Boží ani šest silných koní. Přeprava byla úspěšná, až když bylo před vozem zapřaženo spřežení koně a vola.
V roce 1783 byl kostel zrušen, v první polovině 19. století proběhly po požáru střechy v roce 1831 stavební úpravy.
V 19. století byl kostel využíván jako kaple zámeckého panstva. Před západním portálem je rodinná hrobka hrabat Nostitz-Rienecků ze začátku 20. století.
Budova kláštera redemptoristů postavená vedle kostela na počátku 20. let 20. století nyní slouží jako nemocnice.
V roce 1953 si vysídlení sudetští Němci postavili kapli sv. Anny na památku poutního kostela u Mähringu v Horní Falci, který byl v roce 1967 rozšířen na kostel.

## Zajímavosti
- Kostelní varhany pocházejí z roku 1732 a jsou pravděpodobně dílem varhanáře Johanna Leopolda Burkharda z Loktu.[6]

- Severně od kostela se nalézá léčivá studánka Pod Svatou Annou, která v době těžby uranu přestala dávat vodu, po ukončení těžby se však pramen obnovil.[7]